# Austroglanis gilli
Austroglanis gilli é uma espécie de peixe da família Bagridae.
É endémica da África do Sul.